# المرقب (حمير)

تعديل مصدري - تعديل

المرقب محلة تابعة لقرية حبز، التابعة لعزلة حمير بمديرية مذيخرة إحدى مديريات محافظة إب في الجمهورية اليمنية، بلغ تعداد سكانها 40 حسب تعداد اليمن لعام 2004.